# Catona (Régio da Calábria)

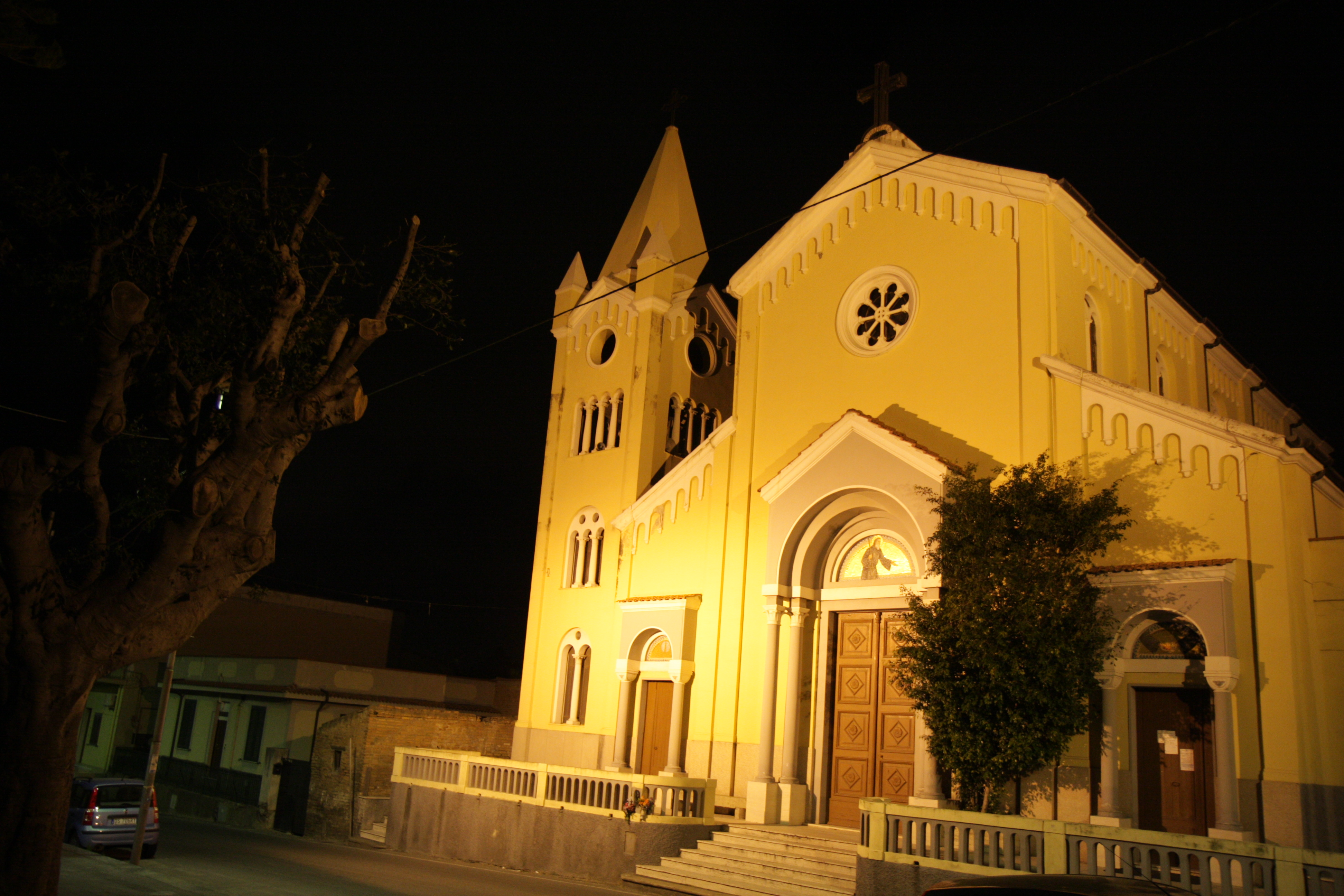
A igreja de São Francisco de Paula, em Catona.

Catona (também chamada de Catùna em Língua calabresa) é um bairro da cidade de Régio da Calábria na VIII circunscrição da cidade.

## Igrejas
- Igreja de São Dionigi
- Igreja de São Francisco de Paula
- Igreja de São Aurelio bispo e mártir (Arghillà)
- Igreja de Santa Maria do Bom Conselho (Concessa)